# La Ligne de trappe
 (novembre 2014).
Si vous disposez d'ouvrages ou d'articles de référence ou si vous connaissez des sites web de qualité traitant du thème abordé ici, merci de compléter l'article en donnant les références utiles à sa vérifiabilité et en les liant à la section « Notes et références ».
La Ligne de trappe est un roman écrit par Michel Noël en 1998. Le roman a remporté le prix Alvine-Bélisle Meilleur livre québécois pour la jeunesse en 1999.

## Résumé
Quand leur avion s'écrase dans le Nunavik, entre Kuujjuaq et Aupaluk, quatre voyageurs doivent survivre en attendant les secours. En explorant les environs du crash, Matchewen (le narrateur) découvre une vieille ligne de trappe (un sentier tracé par des trappeurs, le long duquel ils posent leurs pièges) et le suit jusqu'à une cabane dans laquelle ils chercheront à survivre. Aurèle (comptable) a eu la jambe brisée dans l'écrasement et sera tué par l'infection. McAllister, son ami, coulera au fond de la rivière Georges après s'être aventuré sur une glace trop fragile. Matchewen et Maréchal (une institutrice d'origine française nouvellement arrivée au Québec) croiseront éventuellement un trappeur en motoneige, qui retournera au village le plus proche alerter les secours. Le roman se termine sur l'ébauche d'une romance entre les deux survivants, qui s'engagent à « faire équipe [...] pour la vie ».

## Thèmes
La chasse et la pêche sont présentées dans une perspective typiquement amérindienne, Matchewen prenant le temps de remercier le poisson qui leur permettra de survivre, à lui et à Maréchal, tout de suite après la mort de McAllister. C'est la gratitude qui est à l'origine de ce respect pour l'animal, les personnages vivant tous les deux le sentiment d'avoir échappé à la mort de peu : « Tout au long du repas, je remercie de tout mon cœur l'esprit du poisson pour sa générosité à notre égard. Il a compris notre détresse et nous a donné un des siens à partager. Je lui rends grâce, et si je le peux, je remettrai la tête et la queue à l'eau afin que la vie se régénère et continue. » 